# ヒメギス
ヒメギス（姫螽蟖、学名: Eobiana engelhardti subtropica）は、バッタ目キリギリス科の昆虫。キリギリスに姿形が似ていて小型なことからこの和名が付いた。普通種で、もっとも身近に見られるキリギリスの近似種でもある。

## 形態
７～９月に現れ、体長は産卵管を除き２５ミリ前後。 平地～丘陵地の湿った草地に多い。 体色はほぼ黒褐色。 頭部・前胸背板・翅の背面は、緑色型と淡褐色型がある。北方や山地では体色が濃くなり、ほとんど黒くなる。また、若齢幼虫も黒みが強い。翅もキリギリス同様、腹部にわずかに達するか、やや短い。まれに長翅型、亜長翅型（個体密度が高く、長翅型が多数見られる環境で非常に稀に見られる）も出現する翅の黒斑ははっきりしないが、長翅型では翅が黒くなったように見えるほど黒斑が発達する。産卵管は短く、腹部の3分の2ほどで、鎌の刃のような形。

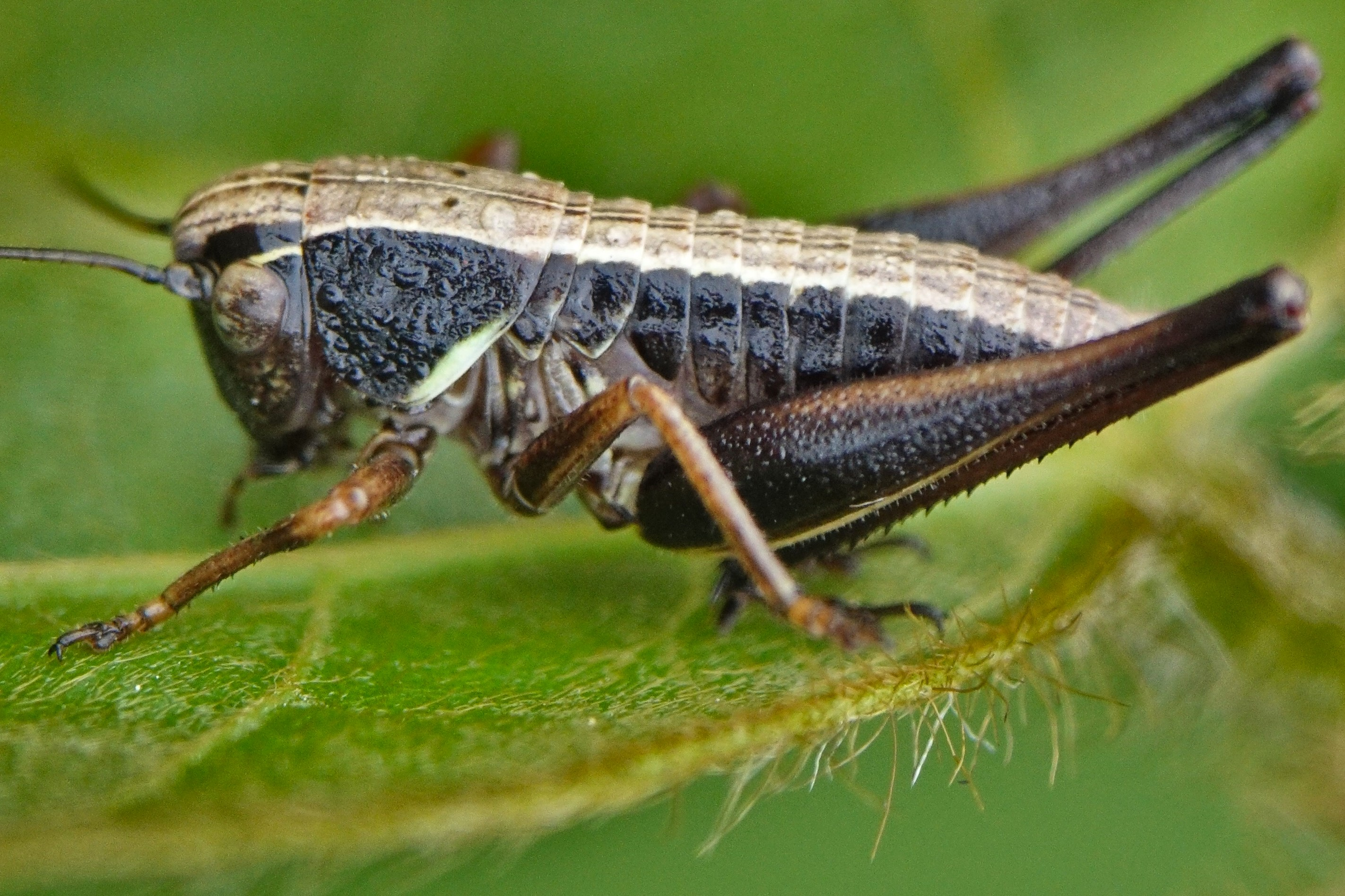
幼虫
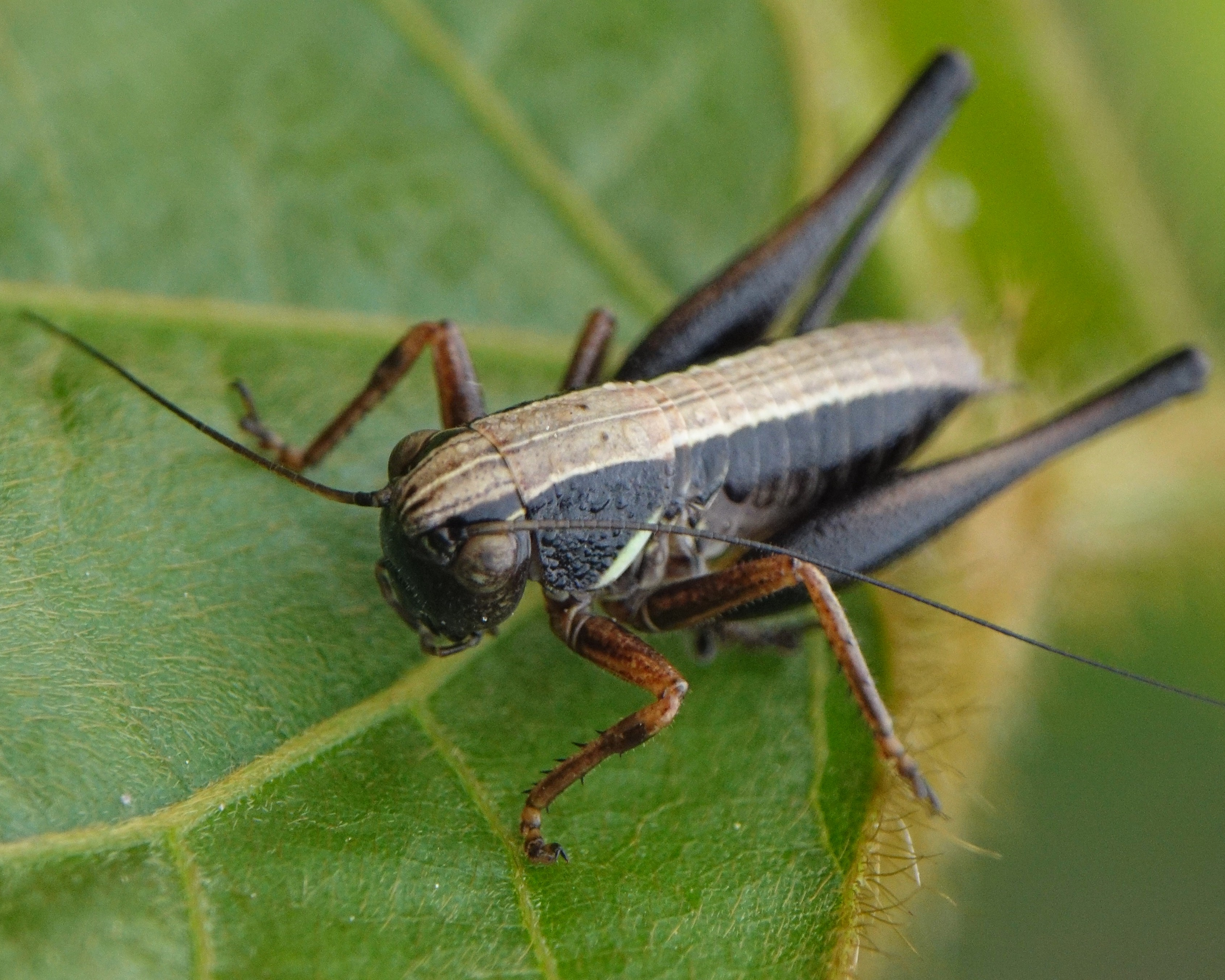
幼虫

## 生態
草原性で、キリギリスよりやや湿り気を好み、草丈も低めの場所にいる。食性は草食傾向の強い雑食で、捕食性も弱く、動物質として死骸やアブラムシなどの小型の昆虫などを主に喰う。植物質はかなりいろいろの物を喰い、葉を主に喰い、花びら、果実、枯れた物も喰うようである。植物学分類上ではイネ科やキク科、マメ科を好んで喰い、しばしばこれらの栽植される畑に入り、害虫とされることもある。6月頃から成虫が発生し、草の根際で鳴く。長翅型が発生することがあり、灯火に飛来することもある。
鳴き声は「シリリリリ…」とヤブキリに似ているが、抑揚がはっきりとしている。一声も短い。昼夜問わず同じような鳴き方をし、気温で若干変化する程度である。
鳴き声に誘われたメスはオスの腹部背面を舐めるようにしているが、やがてオスの背に乗ったような格好となり、交尾が行われる。メスの尾端に精球が受け渡されると交尾は終了する。メスはやがてそれを食べて卵を発育させる栄養とする。産卵はヨモギなどの枯れた茎に行われ、囓り痕を付けて産卵管を髄の部分に差し込んで卵を産み付ける。
卵は4月上旬頃孵化、2か月ほどの幼虫期間を経て成虫になる。関東地方では大体、梅雨の半ば頃である。羽化してから性成熟するまで時間を要し、本格的に鳴き出すには10日ほどかかる。最盛期は7月頃で、だんだん鳴き声がまばらになり、11月初旬までには見られなくなる。

## 分布
日本（北海道・本州・四国・九州）に分布。

## 近似種
イブキヒメギス Eobiana japonica
山地性でヒメギスに似るが、翅の先が丸みを帯び、前胸後端部の白線が不明瞭かまたは無いことで区別される。鳴き声も異なり、「ジリッ　チリッ　チリッ…」というように聞こえる。本州中部からサハリンまで分布する。最近では複数の近似種が含まれるという見解がある。
コバネヒメギス Chizuella bonneti
ヒメギスに近縁だが、コバネヒメギス属に含まれる。翅は名前の通り非常に短く、前胸よりも短い。しかしながらオスは発音器を備え、「チリ・チリ…」とイブキヒメギスに似て、さらに弱々しい声で鳴く。腹部下面中央が黄色っぽくなるのも特徴で、ヒメギス属に比して前胸側面に対して背面がやや広いという違いもある。平地から亜高山帯まで広く分布。イブキヒメギスやヒメギスと混生もするが、やや草深く乾き気味の環境を好む。九州から北海道、朝鮮半島、中国東北部、シベリアにかけて分布する。

## 注と出典
1. ↑  Storozhenko Sergey、山崎柄根「旧北区東部の直翅目の再検討 : Eobiana属について」『動物分類学会誌』第49号、日本動物分類学会、1993年、37-46頁、ISSN 0287-0223、NAID 110002341560。
2. ↑  “日本産昆虫学名和名辞書(DJI)”. 昆虫学データベース KONCHU.  九州大学大学院農学研究院昆虫学教室. 2016年6月7日閲覧。
3. ↑  村井貴史、伊藤ふくお『バッタ・コオロギ・キリギリス生態図鑑』日本直翅類学会監修、北海道大学出版会、2011年、102頁。ISBN 978-4-8329-1394-3。
4. ↑  新井哲夫「ヒメギス Eobiana engelhardti subtropica (Orthoptera : Tettigoniidae) の翅型・幼虫発育と環境」『芦屋大学論叢』第37号、芦屋大学、2002年、1-12頁、ISSN 0385-3233、NAID 110000044540。
5. ↑  市川顕彦 著「日本の鳴く虫一覧：直翅目」、大阪市立自然史博物館・大阪自然史センター編著 編『鳴く虫セレクション : 音に聴く虫の世界』東海大学出版会〈大阪市立自然史博物館叢書〉、2008年、246-321頁。ISBN 978-4-486-01815-5。
6. 1 2  檜垣守男「キリギリス科昆虫の卵休眠 : 長期休眠現象に着目して(<特集>「時を超えて生きる : 休眠のメカニズムとその応用」)」『日本緑化工学会誌』第30巻第3号、日本緑化工学会、2005年、518-523頁、doi:10.7211/jjsrt.30.518、ISSN 0916-7439、NAID 110002949661。

## 著者
山口　誓志路